# Xanthopimpla sikkimensis
Xanthopimpla sikkimensis är en stekelart som beskrevs av Cameron 1907. Xanthopimpla sikkimensis ingår i släktet Xanthopimpla och familjen brokparasitsteklar. Inga underarter finns listade i Catalogue of Life.